# ULTIMA
『ULTIMA』（アルティマ）は、lynch.の通算14枚目のアルバムである。2020年3月18日にキングレコードから発売された。

## 解説
数量限定豪華盤、初回限定盤、通常盤の3形態で発売される。収録曲は全タイプ共通である。
数量限定豪華盤はメタリックBOX仕様でインストバージョンCD、MVとメイキング映像および15周年アニバーサリーライブの映像が収録されているBlu-ray、フォトブックが付属される。
初回限定盤はMV、メイキング映像が収録されているDVDが付属される。
本作を携えて全国ツアー「[XV]act:5 TOUR'20 -ULTIMA-」が開催予定。
収録曲の「XERO」のMVがYouTubeで公開された。サイバーパンクな世界観となっており、無機質な雰囲気とCG映像が要所で流れるMVになっている。前作に引き続き大喜多正毅が手がけている。同じく収録曲の「IDOL」の試聴動画もYouTubeで公開された。

## 記録
- 2020年3月25日、初動売上4,633枚を記録、週間チャート22位[7]。

## 収録曲

### CD
1. ULTIMA
2. XERO
3. BARRIER
4. EROS
5. ALLERGIE
6. IDOL
7. ZINNIA
8. IN THIS ERA
9. RUDENESS
10. MACHINE
11. ASTER
12. EUREKA

### Blu-ray (数量限定豪華盤)
- XERO MUSIC VIDEO
- XERO MUSIC VIDEO MAKING
- [XV]act:1-XV BIRTHDAY-SHADOWS ONLY 19.12.27 NAGOYA CLUB QUATTRO

1. ADORE
2. 59.
3. dizzy
4. vernie
5. CRYSTALIZE
6. an illusion
7. SORROW
8. quarter life
9. GALLOWS
10. EVIDENCE
11. INVADER
12. A GLEAM IN EYE

### DVD (初回限定盤)
- XERO MUSIC VIDEO
- XERO MUSIC VIDEO MAKING